# Aerangis ugandensis
Aerangis ugandensis é uma espécie de orquídea monopodial epífita, família Orchidaceae, que habita do leste do Zaire ao Quenia.